# Райвс (Теннессі)
Райвс (англ. Rives) — місто (англ. town) в США, в окрузі Обіон штату Теннессі. Населення — 246 осіб (2020).

## Географія
Райвс розташований за координатами 36°21′23″ пн. ш. 89°2′58″ зх. д. / 36.35639° пн. ш. 89.04944° зх. д. (36.356373, -89.049531).  За даними Бюро перепису населення США в 2010 році місто мало площу 0,90 км², уся площа — суходіл.

## Демографія
Згідно з переписом 2010 року, у місті мешкало 326 осіб у 111 домогосподарстві у складі 86 родин. Густота населення становила 363 особи/км².  Було 131 помешкання (146/км²).
Расовий склад населення:
| - 92,6 % — білих - 4,6 % — чорних або афроамериканців - 0,3 % — корінних американців - 0,3 % — азіатів - 1,5 % — осіб інших рас |

До двох чи більше рас належало 0,6 %. Частка іспаномовних становила 5,2 % від усіх жителів.
За віковим діапазоном населення розподілялося таким чином: 30,7 % — особи молодші 18 років, 57,3 % — особи у віці 18—64 років, 12,0 % — особи у віці 65 років та старші. Медіана віку мешканця становила 32,5 року. На 100 осіб жіночої статі у місті припадало 97,6 чоловіків;  на 100 жінок у віці від 18 років та старших — 86,8 чоловіків також старших 18 років.
Середній дохід на одне домашнє господарство  становив 43 483 долари США (медіана — 37 188), а середній дохід на одну сім'ю — 51 433 долари (медіана — 49 844). Медіана доходів становила 36 023 долари для чоловіків та 20 313 долари для жінок. За межею бідності перебувало 13,8 % осіб, у тому числі 23,8 % дітей у віці до 18 років та 10,5 % осіб у віці 65 років та старших.
Цивільне працевлаштоване населення становило 101 особа. Основні галузі зайнятості: виробництво — 28,7 %, освіта, охорона здоров'я та соціальна допомога — 19,8 %, науковці, спеціалісти, менеджери — 14,9 %.